# Friedmann Cevi
Friedmann Cevi Hirsch (?, 1808 körül – ?, 1874) liszkai caddik.

## Élete
Első mestere Teitelbaum Mózes sátoraljaújhelyi rabbi volt. Innen Charif Hersele bonyhádi rabbi jesivájába került. Már fiatal korában gyakran zarándokolt a híres lengyelországi caddikokhoz, és amikor a liszkai hitközség rabbija lett, igyekezett Magyarországon is elterjeszteni a chásszid szellemet. Tömegesen zarándokoltak hozzá a hívek és a tanácstalanok.

## Megjelent művei
- Ach Peri Tovhomnetikus magyarázatok;
- Hajósor Vehatov ünnepi- és gyászbeszédek.